# Alwayz into Somethin’
Alwayz into Somethin' - singel amerykańskiego zespołu hip-hopowego N.W.A, promujący album pt. Niggaz4Life. Gościnnie wystąpił muzyk Admiral Dancehall. Do utworu powstał teledysk. W obrazie można zobaczyć, jak grupa N.W.A. dokonuje napadu na bank, a następnie kradnie pojazd i oddaje strzały w kierunku wrogiego gangu. Pod koniec klipu członkowie zespołu zostają aresztowani i osadzeni w zakładzie karnym.

## Lista utworów
Źródło.
1. "Alwayz Into Somethin'" - 4:25
2. "Express Yourself" - 4:41
3. "Something 2 Dance 2" - 3:22